# Claire Doyon
Pour les articles homonymes, voir Doyon (homonymie).
Claire Doyon est une réalisatrice française, née en 1971.

## Biographie
Après des études littéraires, Claire Doyon intègre la Fémis dont elle est diplômée en 2000 (département réalisation).
Son premier long métrage, Les Lionceaux, présenté au Festival de Cannes (Quinzaine des réalisateurs), sort en 2003.
En 2010, Claire Doyon réalise le moyen métrage Kataï (première à Locarno, puis en compétition à Clermont-Ferrand et diffusé sur Arte) dans lequel Joana Preiss interprète une actrice à la dérive qui est confrontée violemment à sa propre image.
A partir de 2011, Claire Doyon multiplie les projets à mi-chemin entre documentaire et expérimentation sur des formats divers dont Pénélope (2012), documentaire qui retrace le voyage initiatique de la réalisatrice avec sa fille atteinte d’autisme dans les contrées lointaines de la Sibérie, puis Pénélope mon amour (2021).
Par ailleurs, Claire Doyon est également fondatrice de l’institut expérimental MAIA (Maison pour l’apprentissage et l’intégration des enfants avec autisme).

## Filmographie

### Courts métrages
- 1997 : Pierre
- 1998 : Babacar
- 1998 : Pas de costard pour Oscar
- 1999 : La Dernière Seconde
- 2000 : Le vent souffle où il veut (film de fin d'études présenté à la Cinéfondation)
- 2000 : La Leçon de cinéma avec Théo Angelopoulos
- 2006 : Egma 01
- 2009 : Egma 02
- 2010 : Kataï
- 2011 : Son of a gun
- 2012 : Pénélope
- 2015 : Les Allées sombres
- 2017 : Arsenic
- 2019 : Chrishna Ombwiri
- 2022 : It's Raining Cats and Dogs
- 2022 : Rouge Gorge

### Longs métrages
- 2003 : Les Lionceaux
- 2021 : Pénélope mon amour (documentaire)